# Richmond Shakespear
Pour un article plus général, voir Grand Jeu (géostratégie).
Pour les articles homonymes, voir Shakespear.
Sir Richmond Campbell Shakespear (11 mai 1812 – 16 décembre 1861) était un Britannique né en Inde. Officier de l'armée britannique des Indes, il fut un des acteurs de ce qu'il est convenu d'appeler le « Grand Jeu ». Il a contribué par ses conseils à convaincre le khan de Khiva d'interdire la vente comme esclaves de Russes capturés sur son territoire. Il a probablement ainsi retardé l'annexion du khanat par l'Empire russe, mais il n'a pu l'empêcher définitivement.

## Famille
La famille de Richmond Shakespear avait des liens profonds avec les activités britanniques en Asie. Ses ancêtres étaient des cordeliers venus de Shadwell (hameau aujourd'hui absorbé par Londres, faisant partie du borough londonien de Tower Hamlets), où on pouvait trouver un pont de corde portant leur nom (Shakespear's Walk). Depuis le XVIIe siècle, les Shakespear ont été partie prenante dans les affaires militaires et civiles britanniques en Inde. Certains d'entre eux y ont fait souche, mais en veillant toujours à envoyer leurs enfants en Angleterre pour leur éducation.

## Description
Physiquement, Richmond Shakespear était un bel homme de haute stature. Il était extraverti, pragmatique et ambitieux.

## Biographie

### Enfance
Richmond Shakespear est le plus jeune fils de John Talbot Shakespear et d'Amelia Thackeray, tous deux agents publics au Bengale au sein du Bengal Civil Service. Amelia était la fille aînée de William Makepeace Thackeray, grand-père du romancier homonyme Thackeray. Richmond est né en Inde le 11 mai 1812. Il est éduqué à la Charterhouse School (dans le Surrey), et entre à l'Addiscombe Seminary (institution n'ayant rien de religieux, mais formant les futurs officiers de l'armée des Indes ; il était situé à Addiscombe, aujourd'hui également partie de Londres, dans le borough londonien de Croydon) en 1827. Il acquiert une charge de sous-lieutenant dans l'artillerie de l'armée du Bengale en 1828, puis retourne en Inde en 1829. Il est affecté à diverses garnisons dans le Bengale jusqu'en 1837. Il devient alors Political Assistant à Gorakhpur.

### Intervention à Khiva
En 1839, Richmond Shakespear est affecté à la mission britannique d'Hérat, toujours comme Political Assistant, où sa principale mission consiste à assurer des formations pour les artilleurs. Son supérieur, le major d'Arcy Todd, envoie le capitaine James Abbott négocier avec le khan de Khiva la libération des Russes prisonniers et réduits à l'esclavage. En effet, les Britanniques craignent que cette situation soit le prétexte à une annexion du khanat par l'Empire russe. Sans nouvelles d'Abott, Todd confie la même mission à Shakespear, qui part le 15 mai 1840. Arrivé à Khiva le 12 juin, il y mène les négociations avec succès, et accompagne jusqu'à Fort Alexander (aujourd'hui Fort Chevtchenko) sur la Caspienne, puis à Orenbourg les 416 Russes, hommes, femmes et enfants, ainsi libérés. En contrepartie, le général Perovski libère six cents Kiviens. Shakespear poursuit sa route vers Moscou, puis Saint-Pétersbourg, où le tsar Nicolas Ier le reçoit en personne. De retour à Londres, il est fait chevalier par la reine Victoria le 31 août 1841, avant de rentrer en Inde.

### Après Khiva
En 1842, Shakespear est nommé secrétaire du major-général George Pollock, commandant les forces quittant Peshawar pour porter secours à la garnison de Jalalabad lors de la première guerre anglo-afghane. La colonne de Pollock poursuit ensuite sa route jusqu'à Kaboul, où elle entre le 15 septembre. Pollock confie alors à Shakespear la dangereuse mission de négocier la libération des otages britanniques (vingt-deux officiers, dont Eldred Pottinger, trente-sept hommes du rang, douze femmes et vingt-deux enfants), détenus par Wazir Akbar Khan. Mais l'annonce de la reprise de Kaboul par Pollock provoque la crainte des Afghans, et les otages parviennent à se libérer eux-mêmes par un mélange de promesses et de menaces.
En 1843, Shakespear est nommé sous-commissaire de Sagar, et promu Brevet Capitaine (capitaine à titre provisoire et honorifique). Plus tard cette même année, il est transféré à Gwalior.
En 1844, il épouse Marian Sophia Thompson. En 1846, il est promu capitaine de plein exercice. Il y demeure à Gwalior jusqu'en 1848, lorsqu'éclate la Seconde Guerre anglo-sikhe. Au cours du conflit, il prend part aux batailles de bataille de Ramnagar|Ramnagar et de Sadulapur. En 1849, il commande une batterie d'artillerie lourde à Chillianwalla et à Gujrat, où il est blessé, ce qui lui vaut la Punjab Medal, et une promotion au grade de lieutenant-colonel (d'abord à titre honorifique, transformé en grade de plein exercice en 1858).

### Fonctions civiles
Shakespear quitte l'armée pour des fonctions civiles vers la fin de 1849, et est affecté à Gwalior. Pendant les dix années suivantes, il poursuit sa carrière politico-militaire au sein du Raj britannique, carrière qui est couronnée par sa nomination comme représentant du gouverneur général pour l'Inde centrale. Il est nommé Compagnon de l'ordre du Bain en 1860.
Il meurt le 16 décembre 1861 à Indore d'une bronchite, laissant derrière lui son épouse, ses six filles et ses trois fils.